# عزرة بن ثابت
عزرة بن ثابت بن أبي زيد عمرو بن أخطب الأنصاري البصري، أحد رواة الحديث النبوي الثقات.

## سيرته
هو حفيد الصحابي عمرو بن أخطب، وابن أخي بشير بن أبي زيد، من أهل مرو وهم إخوة ثلاثة عزرة وعلى ومحمد،  عاش في البصرة، وكان من شيوخها الثقات.

## روايته للحديث النبوي
- روى عن: عمه بشير بن أبي زيد الأنصاري، وثمامة بن عبد الله بن أنس بن مالك، وخليد بن جعفر، وسعيد بن عبد الله بن جريج، وعبد الملك بن أبي نضرة العبدي، وعلباء بن أحمر اليشكري، وأخيه علي بن ثابت الأنصاري، وعمرو بن دينار، وقبيصة بن مروان بن المهلب بن أبي صفرة، وقتادة بن دعامة، ومروان بن سالم المقفع، ومطر الوراق، وهشام بن زيد بن أنس بن مالك، ويحيى بن عقيل البصري نزيل مرو، ويعقوب صاحب أبي الطفيل، أبي الزبير المكي.
- روى عنه: إبراهيم بن أعين الشيباني، وأبو يحيى بكر بن محمد بن علقمة، وحرمي بن عمارة بن أبي حفصة، وخالد بن الحارث، وأبو مغفرة رحمة بن مصعب بن جوان الواسطي، وسهل بن حماد أبو عتاب الدلال، وصالح بن عمر الواسطي، وصفوان بن عيسى، وأبو عاصم الضحاك بن مخلد، وعبد الله بن المبارك، وعبد الرحمن بن حماد الشعيثي، وأبو بحر عبد الرحمن بن عثمان البكراوي، وعبد الرحمن بن مهدي، وأبو عامر عبد الملك بن عمرو العقدي، وعبد الوارث بن سعيد، وأبو غسان عبس بن عقار العوذي المروزي، وأبو علي عبيد الله بن عبد المجيد الحنفي، وعثمان بن عمر بن فارس، وعرعرة بن البرند، وعون بن عمارة العبدي، وأبو نعيم الفضل بن دكين، ومحمد بن عبد الله الأنصاري، ومسلم بن إبراهيم، ووكيع بن الجراح، وابن أخيه يحيى بن محمد بن ثابت الأنصاري، ويزيد بن زريع.[3]
- الجرح والتعديل: قال يحيى بن معين وأبو داود والنسائي: ثقة، وقال أبو حاتم الرازي: ليس به بأس، وذكره ابن حبان في كتاب الثقات. وروى له أبو داود في كتاب القدر والباقون.[3]